# Gadir Gousseinov
Pour les articles homonymes, voir Huseynov.
Gadir Gousseinov (en azéri Qadir Hüseynov ; transcription utilisée par la FIDE : Gadir Guseinov) est un joueur d'échecs russe puis azerbaïdjanais né le 21 mai 1986 à Moscou.

## Championnats de jeunes
Gousseinov apprit à jouer aux échecs à six ans. Il remporta le championnat d'Europe des moins de dix ans en 1994. Grâce à cette victoire, il devint, à huit ans, le plus jeune joueur à recevoir par la Fédération internationale des échecs le titre de « Maître FIDE ». Les années suivantes, il alla à Moscou pour étudier les échecs, remportant le championnats de Russie des moins de dix ans en 1995 et 1996, puis des moins de douze ans en 1997. En représentant la Russie, il remporta la médaille de bronze du championnat d'Europe des moins de 10 ans en 1996, la médaille d'argent au championnat d'Europe des moins de 12 ans en 1997 et la médaille de bronze au championnat du monde des moins de douze ans en 1998. Sa famille revint s'installer à Bakou en Azerbaïdjan en 1998.

## Compétitions par équipe
Grand maître international depuis 2002, Gadir Gousseinov a représenté l'Azerbaïdjan lors de sept olympiades de 2002 à 2014 (médaille de bronze individuelle en 2004) et lors de trois championnats du monde par équipe (l'Azerbaïdjan finit quatrième en 2010). Il a participé à six championnats d'Europe par équipe de 2003 à 2013, l'Azerbaïdjan finissant première par équipe en 2009 et 2013, deuxième en 2011 et troisième en 2007.

## Coupes du monde
| Année | Lieu            | Résultat       | Ultime adversaire | Adversaires battus            |
| ----- | --------------- | -------------- | ----------------- | ----------------------------- |
| 2009  | Khanty-Mansiïsk | premier tour   | Wesley So         |                               |
| 2015  | Bakou           | troisième tour | Ding Liren        | Maksim Matlakov, David Navara |
| 2023  | Bakou           | troisième tour | Leinier Domínguez | Rupesh Jaiswal, Jonas Bjerre  |